# Siân Grigg
Siân Grigg (2 aprile 1969) è una truccatrice britannica, candidata al Premio Oscar al miglior trucco e acconciatura per Revenant - Redivivo.

## Biografia
Siân Grigg ha iniziato a lavorare come truccatrice nel film Casa Howard di James Ivory nel 1992. Ha lavorato per molti film di Martin Scorsese, tra i quali The Aviator, The Departed - Il bene e il male e The Wolf of Wall Street. Nel 2016, è stata candidata al Premio Oscar al miglior trucco e acconciatura per Revenant - Redivivo di Alejandro González Iñárritu. 

## Filmografia

### Cinema
- Casa Howard (Howards End), regia di James Ivory (1992)
- Orlando, regia di Sally Potter (1992)
- Festa in casa Muppet (The Muppet Christmas Carol), regia di Brian Henson (1992)
- The Vampyr: A Soap Opera, regia di Nigel Finch e Robert Chevara (1992)
- Piccolo Buddha (Little Buddha), regia di Bernardo Bertolucci (1993)
- Tom & Viv - Nel bene, nel male, per sempre (Tom & Viv), regia di Brian Gilbert (1994)
- Deadly Advice, regia di Mandie Fletcher (1994)
- Festa di luglio (Feast of July), regia di Christopher Menaul (1995)
- Emma, regia di Douglas McGrath (1996)
- Hamlet, regia di Kenneth Branagh (1996)
- Titanic, regia di James Cameron (1997)
- Salvate il soldato Ryan (Saving Private Ryan), regia di Steven Spielberg (1998)
- La leggenda di un amore - Cinderella (Ever After), regia di Andy Tennant (1998)
- Il talento di Mr. Ripley (The Talented Mr. Ripley), regia di Anthony Minghella (1999)
- The Beach, regia di Danny Boyle (2000)
- Il mandolino del capitano Corelli (Captain Corelli's Mandolin), regia di John Madden (2001)
- Very Annie Mary, regia di Sara Sugarman (2001)
- 28 giorni dopo (28 Days Later), regia di Danny Boyle (2002)
- Gangs of New York, regia di Martin Scorsese (2002)
- Prova a prendermi (Catch Me If You Can), regia di Steven Spielberg (2002)
- Seabiscuit - Un mito senza tempo (Seabiscuit), regia di Gary Ross (2003)
- The Aviator, regia di Martin Scorsese (2004)
- The Departed - Il bene e il male (The Departed), regia di Martin Scorsese (2006)
- Blood Diamond - Diamanti di sangue (Blood Diamond), regia di Edward Zwick (2006)
- Tutti pazzi per l'oro (Fool's Gold), regia di Andy Tennant (2008)
- Nessuna verità (Body of Lies), regia di Ridley Scott (2008)
- Revolutionary Road, regia di Sam Mendes (2008)
- Brothers, regia di Jim Sheridan (2009)
- Shutter Island, regia di Martin Scorsese (2010)
- Inception, regia di Christopher Nolan (2010)
- Non lasciarmi (Never Let Me Go), regia di Mark Romanek (2010)
- Il mio angolo di paradiso (A Little Bit of Heaven), regia di Nicole Kassell (2011)
- Something Borrowed - L'amore non ha regole (Something Borrowed), regia di Luke Greenfield (2011)
- J. Edgar, regia di Clint Eastwood (2011)
- Django Unchained, regia di Quentin Tarantino (2012)
- Il grande Gatsby (The Great Gatsby), regia di Baz Luhrmann (2013)
- The Wolf of Wall Street, regia di Martin Scorsese (2013)
- Ex Machina, regia di Alex Garland (2014)
- Via dalla pazza folla (Far from the Madding Crowd), regia di Thomas Vinterberg (2015)
- Suffragette, regia di Sarah Gavron (2015)
- Revenant - Redivivo (The Revenant), regia di Alejandro González Iñárritu (2015)
- La ragazza del punk innamorato (How to Talk to Girls at Parties), regia di John Cameron Mitchell (2017)
- Il domani tra di noi (The Mountain Between Us), regia di Hany Abu-Assad (2017)
- Vi presento Christopher Robin (Goodbye Christopher Robin), regia di Simon Curtis (2017)
- Annientamento (Annihilation), regia di Alex Garland (2018)
- L'ospite (The Little Stranger), regia di Lenny Abrahamson (2018)
- La mia vita con John F. Donovan (The Death & Life of John F. Donovan), regia di Xavier Dolan (2018)
- C'era una volta a... Hollywood (Once Upon a Time in Hollywood), regia di Quentin Tarantino (2019)
- The Rhythm Section, regia di Reed Morano (2020)
- Enola Holmes, regia di Harry Bradbeer (2020)
- Voyagers, regia di Neil Burger (2021)
- Jurassic World - Il dominio (Jurassic World Dominion), regia di Colin Trevorrow (2022)
- Killers of the Flower Moon, regia di Martin Scorsese (2023)
- Maestro, regia di Bradley Cooper (2023)

### Televisione
- I viaggi di Gulliver (Gulliver's Travels) - miniserie TV, 2 episodi (1996)
- The Great - serie TV, episodio 1x01 (2020)
- The Regime - Il palazzo del potere (The Regime) - miniserie TV, 5 episodi (2024)

## Riconoscimenti
- Premio Oscar
  - 2016 - Candidatura al miglior trucco e acconciatura per Revenant - Redivivo[8]
- Premio BAFTA
  - 2005 - Miglior trucco e acconciatura per The Aviator
  - 2016 - Candidatura al miglior trucco e acconciatura per Revenant - Redivivo